# Potamogeton ogdenii
Potamogeton ogdenii là một loài thực vật có hoa trong họ Potamogetonaceae. Loài này được Hellq. & R.L.Hilton miêu tả khoa học đầu tiên năm 1983.